# Cratere Kowal
Kowal è un cratere sulla superficie di Plutone.